# 争取独立和社会主义人民民主组织
争取独立和社会主义人民民主组织（英語：People's Democratic Organisation for Independence and Socialism，缩写为PDOIS）是冈比亚的一个社会主义政党。自2005年以来，它一直是争取民主和发展全国联盟的成员。该政党是2016年总统大选中联盟2016的一部分，其候选人阿达马·巴罗击败了长期执政的叶海亚·贾梅。人民民主独立和社会主义组织还出版了一份报纸《自由报》，以反对贾梅政权而闻名。

## 历史
争取独立和社会主义人民民主组织成立于1986年7月31日。它起源于一个早期的组织，即“冈比亚反对新殖民主义和资本主义争取独立人民运动”，其成员包括哈利法·萨拉、萨姆·萨尔、艾米·塞拉、阿达马·巴和莫莫多·萨罗。据信，该党也是《未来之声》的出版者，1984年有6名成员因其出版而受审，尽管所有成员都被无罪释放。
最初，直到1997年12月，西迪亚·贾塔被选为第一任领导人，该党才有正式领导人。1987年7月，它开始出版自己的报纸《自由报》，在那里它批评达乌达·贾瓦拉亲西方的外交政策，并反对塞内冈比亚邦联。1987年，它在议会选举中提名五位候选人，但都被击败。1992年，它提名14名候选人，但再次全部被击败。贾塔参加当年的总统选举，名列第四，赢得5.24%的选票。1994年叶海亚·贾梅发动政变后，该党没有被禁止活动，因为它没有公开谴责政变，但贾塔和萨拉都拒绝他们的内阁职位。
在1996年和2001年的总统选举中，贾塔赢得3%的选票。在1997年的议会选举中，贾塔在乌利区西部赢得他们国民议会中的第一个席位。2002年，贾塔保住席位，萨拉还赢得萨拉昆达中部的席位。从2002年到2007年，该党是国民议会中最大的反对党，萨拉担任反对党领袖。2005年，该党加入争取民主和发展全国联盟，萨拉在2006年总统选举中被选为争取民主和发展全国联盟候选人，但只赢得6%的选票。在2007年的议会选举中，争取民主和发展全国联盟只赢得一个席位，即贾塔的席位，而萨拉则失去他的席位。该党抵制2012年议会选举。在2017年议会选举中，该党赢得4个席位，在所有政党中排名第五。

## 领导
该党由党的最高工作机构中央领导。它由以下位置组成：
- 主席-西迪亚·贾塔
- 副主席
- 秘书长-哈利法·萨利赫
- 政治局秘书
- 新闻局秘书-萨姆·萨尔
- 组委会秘书
- 妇女和儿童事务局秘书-艾米·塞拉
- 青年局秘书
- 财务主管
- 审计师
- 党的代表大会确定的其他成员

## 选举表现
| 选举日期 | 得票数                   | 得票比例                 | 席位   | 选举结果         |
| -------- | ------------------------ | ------------------------ | ------ | ---------------- |
| 1997     | 24,272                   | 7.88%                    | 1 / 49 | 爱国再建同盟多数 |
| 2002     | -                        | -                        | 2 / 53 | 爱国再建同盟多数 |
| 2007     | 以全国民主与发展联盟身份 | 以全国民主与发展联盟身份 | 0 / 53 | 爱国再建同盟多数 |
| 2012     | 抵制                     | 抵制                     | 0 / 53 | 爱国再建同盟多数 |
| 2017     | 33,894                   | 8.94%                    | 4 / 58 | 联合民主党多数   |